# DO Большой Медведицы
DO Большой Медведицы (лат. DO Ursae Majoris) — одиночная переменная звезда в созвездии Большой Медведицы на расстоянии приблизительно 3133 световых лет (около 961 парсека) от Солнца. Видимая звёздная величина звезды — от +12,9m до +12m.

## Характеристики
DO Большой Медведицы — жёлтый гигант, пульсирующая медленная неправильная переменная звезда (L) спектрального класса G9III.